# Inoue Nisshō

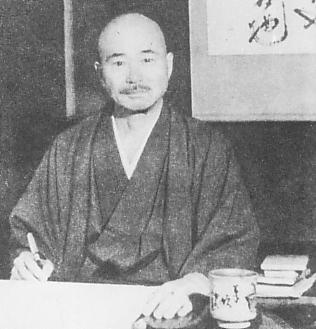
Inoue Nisshō

Inoue Nisshō (japanisch 井上 日召; * 12. April 1887 in Kawaba, Präfektur Gunma; † 2. März 1967) war ein japanischer Nationalist, Vertreter des Nichirenismus und (selbsterkannter) buddhistischer Prediger. Er leitete in den 1930er Jahren eine Gruppe rechtsradikaler Terroristen. 

## Biographie
Geboren wurde er unter dem Namen Shirō Inoue als Sohn eines Landarztes im Jahr 1887. Sein älterer Bruder Inoue Fumio (1883–1919) war Marinesoldat, der bei einem Arbeitsunfall starb. Seine Ausbildung begann Inoue an der Fachschule der Tōyō Kyōkai (heute Takushoku-Universität). Nach dem Abbruch seiner Ausbildung ging er in die Mandschurei, wo er nach einem Leben als Landstreicher von 1909 bis 1920 für die Südmandschurische Eisenbahn arbeitete. Nach seiner Rückkehr nach Japan schloss er sich erst dem Zen-Buddhismus an und konvertierte schließlich zum Nichiren-Buddhismus. Unter der Anleitung des Nationalisten Tanaka Chigaku studierte er an dessen zur Kokuchūkai gehörenden „Akademie“. Nachdem er sich mit Tanaka überworfen hatte, gründete er seinen eigenen „Tempel“, den Risshō Gokokudō (立正護国堂, „Tempel zur Verteidigung der nationalen Gerechtigkeit“). An dieser Stelle sei angemerkt, dass von Nisshō Inoue oft als einem Nichirenpriester gesprochen wird, eine Ordination hat er jedoch nie durchlaufen. Seine Thesen wurden von den traditionellen Schulen des Nichiren-Buddhismus zurückgewiesen.
Durch die Nähe zum Naidaijin Tanaka Mitsuaki machte er die Bekanntschaft von führenden Nationalisten seiner Zeit wie Ōkawa Shūmei und Kita Ikki.
Die zunehmende Radikalisierung Inoues führte zur Gründung der Ketsumeidan im Jahr 1930. Mit dem Ziel, die wirtschaftliche und politische Elite des Landes zu eliminieren, war Inoue an den Attentaten auf den früheren Finanzminister Inoue Junnosuke und den Direktor der Mitsui Group Dan Takuma beteiligt. Diese Ereignisse sind auch als Ketsumeidan-Vorfall bekannt. Einen weiteren Höhepunkt erreichten die Aktivitäten der Ketsumeidan mit der Ermordung des Premierministers Inukai Tsuyoshi, auch bekannt als Zwischenfall am 15. Mai, im Jahr 1932 (Inoue war zu diesem Zeitpunkt bereits verhaftet worden).
Inoue Nisshō wurde neben drei seiner Komplizen im Jahr 1934 zu einer lebenslangen Haft verurteilt, jedoch im Jahr 1940 begnadigt. Als anerkannter Faschist wurde er im Jahr 1947 durch die amerikanische Militärregierung aus dem öffentlichen Leben verbannt. Nach dem Ende der Besatzung nahm er als Nationalist bis zu seinem Tod im Jahr 1967 aktiv am politischen Leben teil.